# Liste der denkmalgeschützten Objekte in Persenbeug-Gottsdorf
Die Liste der denkmalgeschützten Objekte in Persenbeug-Gottsdorf enthält die 12 denkmalgeschützten, unbeweglichen Objekte der Gemeinde Persenbeug-Gottsdorf.

## Denkmäler
| Foto |                 | Denkmal                                                                                 | Standort                                      | Beschreibung | Metadaten |
| ---- | --------------- | --------------------------------------------------------------------------------------- | --------------------------------------------- | --- | --- |
| ja   | Datei hochladen | Kath. Pfarrkirche hll. Petrus und Paulus HERIS-ID: 49772 Objekt-ID: 53881               | bei Kirchenstraße 36 Standort KG: Gottsdorf   | Die Pfarrkirche hll. Petrus und Paulus in Gottsdorf, eine spätgotische Staffelkirche mit frühgotische Kern, hat ein ungegliederte Langhaus mit steilem Satteldach, Fenstern aus dem 17. Jahrhundert und Seitenportalen mit Vorhallen aus dem 19. Jahrhundert. Der niedrige Chor mit Strebepfeilern und Spitzbogenfenstern stammt aus der Mitte des 14. Jahrhunderts. Die südlichen Anbauten sind spätgotisch. Die Sakristei, errichtet im frühen 16. Jahrhundert, verfügt über verstäbte Fenstergewände. Der mächtige barockisierte Westturm hat abgefaste Schlitzfenster, eine Putzgliederung aus der zweiten Hälfte des 18. Jahrhunderts, rundbogige Schallfenster mit segmentbogigen Verdachungen sowie Uhrengiebel und einen Spitzzwiebelhelm. | BDA-Hist.: Q38035977 Status: § 2a Stand der BDA-Liste: 2025-06-30 Name: Kath. Pfarrkirche hll. Petrus und Paulus GstNr.: 75 Pfarrkirche Gottsdorf               |
| ja   | Datei hochladen | Pfarrhof HERIS-ID: 49771 Objekt-ID: 53880                                               | Kirchenstraße 36 Standort KG: Gottsdorf       | Der Pfarrhof südwestlich der Kirche ist ein zweigeschoßiger Bau mit hakenförmigem Grundriss. Er hat ein Walmdach, ein gebändertes Erdgeschoß, Lisenengliederung im Obergeschoß und ein Portal mit dekorativer Stuckbekrönung, das im Schlussstein mit 1760 (1769 ?) bezeichnet ist. Die Räume im Westtrakt sind platzlgewölbt und zeigen zum Teil schlichten Stuckdekor. | BDA-Hist.: Q38035965 Status: § 2a Stand der BDA-Liste: 2025-06-30 Name: Pfarrhof GstNr.: 76                                                                     |
| ja   | Datei hochladen | Bürgerhaus, Großes Schiffmeisterhaus HERIS-ID: 50382 Objekt-ID: 55295                   | Hauptstraße 8 Standort KG: Persenbeug         | Das Große Schiffmeisterhaus ist ein breit gelagerter Bau, der im Kern aus der zweiten Hälfte des 16. Jahrhunderts stammt. Es hat eine mehrfach gestufte Fassade mit Dekor aus der Zeit um 1800. Im Hausflur liegen weite Gewölbe des Baukerns mit Stichkappen und plastischen Graten. | BDA-Hist.: Q38039841 Status: § 2a Stand der BDA-Liste: 2025-06-30 Name: Bürgerhaus, Großes Schiffmeisterhaus GstNr.: .42/1                                      |
| ja   | Datei hochladen | Figurenbildstock hl. Felix HERIS-ID: 68152 Objekt-ID: 81153                             | bei Rathausplatz 2 Standort KG: Persenbeug    | In der Südostecke des Marktplatzes steht ein Bildstock mit einer Steinskulptur des hl. Felix aus dem zweiten Viertel des 18. Jahrhunderts. | BDA-Hist.: Q38118806 Status: § 2a Stand der BDA-Liste: 2025-06-30 Name: Figurenbildstock hl. Felix GstNr.: 716/9 Statue of Felix of Cantalica, Persenbeug       |
| ja   | Datei hochladen | Rathaus HERIS-ID: 34751 Objekt-ID: 33134                                                | Rathausplatz 1 Standort KG: Persenbeug        | Das Rathaus von Persenbeug ist ein großer, blockhafter Bau mit Mansardenwalmdach, der im Kern aus dem 16. Jahrhundert stammt. Es hat schmiedeeiserne Fensterkörbe aus der Zeit um 1740. Die breite Erdgeschoßhalle ist durch eine Tonne mit Stichkappen gewölbt. Im Obergeschoß befindet sich ein Sitzungssaal mit einer Stuckdecke aus dem zweiten Viertel des 18. Jahrhunderts. Eine spätbarocke Holztür und ein Ofen mit Reliefschmuck wurden ebenfalls im zweiten Viertel des 18. Jahrhunderts angefertigt. Die Decke des Trauungssaales ist mit einem schlichten Stuckspiegel des 18. Jahrhunderts ausgestattet. | BDA-Hist.: Q37959977 Status: § 2a Stand der BDA-Liste: 2025-06-30 Name: Rathaus GstNr.: .87 Rathaus Persenbeug                                                  |
| ja   | Datei hochladen | Kath. Pfarrkirche Maria Königin aller Heiligen HERIS-ID: 68150seit 2022                 | bei Rollfährestraße 1 Standort KG: Persenbeug | Die 1985 auf das Fest Maria, Königin aller Heiligen geweihte Pfarrkirche Persenbeug wurde nach Plänen des Architekten Josef Patzelt erbaut. Der Saalbau hat einen Grundriss in Form eines griechischen Kreuzes und verfügt über dreibahnige Fenster, die bis zum Boden reichen. Das hohe Dach wird von Eckstützen getragen, innen liegt der Dachstuhl frei. Im Westen befindet sich ein freistehender Glockenturm. Die Innenausstattung stammt von Robert Herfert. | BDA-Hist.: Q76889570 Status: Bescheid Stand der BDA-Liste: 2025-06-30 Name: Kath. Pfarrkirche Maria Königin aller Heiligen GstNr.: 52/12 Pfarrkirche Persenbeug |
| ja   | Datei hochladen | Anlage Schloss Persenbeug HERIS-ID: 111264 Objekt-ID: 129056                            | Schloßstraße 1 Standort KG: Persenbeug        | Das im Westen des Ortes auf einem hohen Felsen gelegene Schloss Persenbeug ist ein mehrflügeliges, im Kern teilweise mittelalterliches Schloss der Spätrenaissance mit zwei Türmen und einer nach Westen markant vorkragenden Kapelle. Eine befestigte Anlage an dieser Stelle ist seit dem 10. Jahrhundert nachweisbar. | BDA-Hist.: Q489167 Status: Bescheid Stand der BDA-Liste: 2025-06-30 Name: Anlage Schloss Persenbeug GstNr.: .20, 6/2, .19, 84/1, 84/2 Persenbeug Castle         |
| ja   | Datei hochladen | Kleines Schiffmeisterhaus HERIS-ID: 34750 Objekt-ID: 33133                              | Schloßstraße 2 Standort KG: Persenbeug        | Das sogenannte Kleine Schiffmeisterhaus aus der Mitte des 16. Jahrhunderts verfügt über Pseudo-Sgraffitodekor mit stilisierten Delphinen, Scheinbalustraden, Eckquaderung und Bänderung. | BDA-Hist.: Q37959967 Status: Bescheid Stand der BDA-Liste: 2025-06-30 Name: Kleines Schiffmeisterhaus GstNr.: .25/2 Kleines Schiffmeisterhaus, Persenbeug       |
| ja   | Datei hochladen | Wohnhaus HERIS-ID: 68155 Objekt-ID: 81156                                               | Schloßstraße 5 Standort KG: Persenbeug        | Das Wohnhaus in der Schlossstraße 5 ist ein lang gestreckter Bau, der straßenseitig zwei fragmentierte Wandbilder mit der Bezeichnung „1518“ zeigt. Die bunt facettierte Eckquaderung und die Umrahmungen vermauerter Fenster stammen aus dem ersten Viertel des 16. Jahrhunderts. Zwei Fensterkörbe wurden in der ersten Hälfte des 19. Jahrhunderts angefertigt. | BDA-Hist.: Q38118825 Status: Bescheid Stand der BDA-Liste: 2025-06-30 Name: Wohnhaus GstNr.: .90/3 Schloßstraße 5, Persenbeug                                   |
| ja   | Datei hochladen | Wohnhaus HERIS-ID: 68156 Objekt-ID: 81157                                               | Schloßstraße 6 Standort KG: Persenbeug        | Das Wohnhaus in der Schlossstraße 6 zeichnet sich durch einen übereck gestellten, im Brüstungsfeld mit 1562 bezeichneten Flacherker aus. Dieser ruht auf profilierten Keilsteinen mit Blendarkaden und (Pseudo?)Sgraffitodekor mit zwei Wappen und zwei knienden Engeln. Der Rest des Äußeren wurde 1962 durch eine Fassadenrestaurierung verändert. | BDA-Hist.: Q38118835 Status: Bescheid Stand der BDA-Liste: 2025-06-30 Name: Wohnhaus GstNr.: .28 Schloßstraße 6, Persenbeug                                     |
| ja   | Datei hochladen | Kapelle, ehem. Pfarrkirche hll. Florian und Maximilian HERIS-ID: 50381 Objekt-ID: 55293 | bei Rathausplatz 3 Standort KG: Persenbeug    | Die als Marktkapelle bezeichnete ehemalige Pfarrkirche hll. Florian und Maximilian an der Südwestecke des Marktplatzes ist ein kleiner spätgotischer Bau mit eingestelltem Westturm und seitlichen Anbauten des 19. Jahrhunderts. Ihr kurzes Langhaus stammt aus der Zeit um 1537, ist durch ein Satteldach gedeckt und durch barocke Rundbogenfenster geöffnet. Westlich erhebt sich in der gesprengten Giebelfassade der barocke, 1698/1699 errichtete und 1751 veränderte Turm. Sein oberer Teil verfügt über Eckpilaster, rundbogige Schallfenster, Uhrengiebel und einen achtseitigen Pyramidenhelm. Der durch ein Satteldach gedeckte Chor aus der Zeit um 1493/1515 wird durch Strebepfeiler gestützt, die oberhalb der Wasserschläge übereck gestellt sind. Der Sakristeianbau im Süden stammt aus dem ersten Viertel des 16. Jahrhunderts, der nördliche aus dem Jahr 1824. | BDA-Hist.: Q38039831 Status: § 2a Stand der BDA-Liste: 2025-06-30 Name: Kapelle, ehem. Pfarrkirche hll. Florian und Maximilian GstNr.: .32 Kapelle Persenbeug   |
| ja   | Datei hochladen | Friedhof und Grabdenkmale HERIS-ID: 68148 Objekt-ID: 81149                              | bei Weinzierlstraße 1 Standort KG: Persenbeug | Der im Osten des Ortes nördlich der Donauuferbahn gelegene Friedhof von Persenbeug wurde um 1780/1785 angelegt. In den Jahren 1883/1884 wurde vergrößert. 1914 und 1970 erfolgten weitere Erweiterungen. Er beherbergt einige bemerkenswerte Grabdenkmale: Die Feldmüllergruft ist ein klassizistischer, kubischer Bau mit Walmdach, der über dem Portal mit 1837 bezeichnet ist. Innen verfügt sie über eine Pilastergliederung, eine gemalte Kassettendecke und ein Kruzifix aus der Bauzeit. Die 1892 geweihte Lapanagruft erhebt sich über einem quadratischen Grundriss. Sie wird von einem Glockendach und einem Glockenstuhl bekrönt. Die Christengruft – früher auch als Ellingergruft bekannt – ist ein im Jahr 1880 von Franz Teufel errichteter schlichter Bau mit stark profiliertem Abschlussgesims, Walmdach und Dachreiter.                                           | BDA-Hist.: Q38118787 Status: § 2a Stand der BDA-Liste: 2025-06-30 Name: Friedhof und Grabdenkmale GstNr.: .106, .92, .105, .104, 243, 244 Friedhof Persenbeug   |